# Volksabstimmungen in der Schweiz 1885
Dieser Artikel bietet eine Übersicht der Volksabstimmungen in der Schweiz im Jahr 1885.
In der Schweiz fand auf Bundesebene eine Volksabstimmung statt, im Rahmen eines Urnengangs am 25. Oktober. Dabei handelte es sich um ein obligatorisches Referendum.

## Abstimmung am 25. Oktober 1885

### Ergebnis
| Nr. | Vorlage | Art | Stimm- berechtigte | Abgegebene Stimmen | Beteiligung | Gültige Stimmen | Ja      | Nein    | Ja-Anteil | Nein-Anteil | Stände | Ergebnis |
| --- | --- | --- | ------------------ | ------------------ | ----------- | --------------- | ------- | ------- | --------- | ----------- | ------ | -------- |
| 30  | Bundesbeschluss betreffend teilweise Änderung der Bundesverfassung der schweizerischen Eidgenossenschaft (Wirtschaftswesen und Alkoholfrage) | OR  | 641'689            | k. A.              | 60,42 %     | 387'713         | 230'250 | 157'463 | 59,39 %   | 40,61 %     | 15:7   | ja       |

### Teiländerung der Bundesverfassung
Anfang der 1880er Jahre gab es vermehrt Berichte über zunehmenden Alkoholkonsum, vor allem von Branntwein. 1884 legte der Bundesrat einen Entwurf für einen Verfassungsartikel vor, der dem Bund die Kompetenz erteilen sollte, die Produktion und den Verkauf von gebrannten Wassern gesetzlich zu regeln. Ins Visier nahm er vor allem den weit verbreiteten und aufgrund seiner schlechten Qualität besonders gesundheitsschädlichen einheimischen Getreide- und Kartoffelschnaps. Der Ertrag der vorgesehenen Bundessteuer und des zu erhöhenden Alkoholzolls sollte an die Kantone fliessen, als Ersatz für das im Jahr 1890 wegfallende Ohmgeld. Das Parlament nahm zwei Ergänzungen vor: Die Kantone wurden verpflichtet, einen Zehntel der Einnahmen aus der Branntweinsteuer zur Bekämpfung des Alkoholismus zu verwenden. Ausserdem gab das Gesetz den Kantonen die Möglichkeit, weitere Beschränkungen für alle alkoholischen Getränke zu beschliessen (allerdings nur bis zu einer Menge von zwei Litern). Die Vorlage war auch bei der katholisch-konservativen Opposition weitgehend unbestritten, da mit dem Alkoholismus viele gesellschaftliche Missstände verbunden seien. Zu den Gegnern gehörten Wirte, Schnapsbrenner, Verfechter der Gewerbefreiheit und Personen, die gegen die Einführung der «ersten Bundessteuer» waren. Die Verfassungsänderung wurde mit deutlichem Volks- und Ständemehr angenommen.